# Hans Baur (Pfarrer)
Hans Baur (* 17. August 1870 in Zürich; † 30. November 1937 Basel) war ein Schweizer reformierter Pfarrer.

## Leben
Hans Baur wurde als Sohn des Zürcher Lehrers und Musikers Johann Jakob Baur geboren. Nach dem Besuch des Gymnasiums in Zürich studierte er ab dem Wintersemester 1889 in Zürich, Göttingen, Berlin und wieder Zürich Evangelische Theologie. 1893 schloss er sich dem Corps Tigurinia Zürich an.
Nach der Ordination im Jahre 1894 war er von 1899 bis 1903 Zweiter Pfarrer in Uster. In Basel war er von 1903 bis 1911 Gemeindepfarrer in St.-Matthäus und von 1911 bis 1937 in St.-Leonhard. 1901 heiratete er Hedwig Hämmig.
Hans Baur war eine führende Persönlichkeit des theologischen Liberalismus. Ab 1906 war er Mitherausgeber und später auch Redaktor der Basler Zeitschrift "Schweizerisches Protestantenblatt". Er engagierte sich für die Schweizer Ostasien-Mission und für das Missions-Spital Albert Schweitzers, mit dem ihn eine freundschaftliche Beziehung verband. In seiner Verbundenheit zu Deutschland lobte er 1933 die sozialen Absichten des Nationalsozialismus und Hitlers Forderung einer inneren Einigung Deutschlands gegen den Bolschewismus.
Ende November 1937 verstarb Hans Baur im Alter von 67 Jahren in Basel.

## Auszeichnungen
- 1923 wurde Hans Baur von der Universität Breslau für seine Verdienste um die Internierten während des Ersten Weltkriegs mit dem Ehrendoktorat der Theologie (D. theol. h. c.) ausgezeichnet.